# Antonio Borrero Cortázar
Vous pouvez aider à l'améliorer ou bien discuter des problèmes sur sa page de discussion.
- Il ne cite pas suffisamment ses sources. Vous pouvez indiquer les passages à sourcer avec {{référence nécessaire}} ou {{Référence souhaitée}}, et inclure les références utiles en les liant aux notes de bas de page. (Marqué depuis octobre 2023)
- Son texte doit être wikifié : il ne correspond pas à la mise en forme Wikipédia (style, typographie, liens internes, liens entre les wikis, etc.). (Marqué depuis octobre 2023)
- La traduction doit être revue. Le contenu est difficilement compréhensible à cause d’erreurs de traduction, peut-être dues à l’utilisation d’un logiciel de traduction automatique. (Marqué depuis octobre 2023)

- Archive Wikiwix
- Bing
- Cairn
- DuckDuckGo
- E. Universalis
- Gallica
- Google
- G. Books
- G. News
- G. Scholar
- Persée
- Qwant
- (zh) Baidu
- (ru) Yandex
- (wd) trouver des œuvres sur Wikidata

Antonio María Vicente Narciso Borrero y Cortázar (Cuenca, 29 octobre 1827 - Quito, 9 octobre 1911) était un juriste et homme politique équatorien, président de l'Équateur du 9 décembre 1875 au 26 décembre 1876.

## Biographie
Antonio Vicente Borrero est né le 29 octobre 1827 et a été baptisé à la cathédrale Santa Ana de Cuenca. Borrero avait des origines colombiennes : son grand-père paternel, José María Borrero, originaire de Popayán, a représenté le Département d'Azuay à l'Assemblée et à la Constituante de Riobamba en 1830. Son grand-père maternel, Francisco Cortázar y Labayen, originaire de Guayaquil, a occupé les postes d'auditeur à l'Audience de Santa Fe et de régent de l'Audience de Quito. Son père, Manuel Borrero Seminario, originaire de Cuenca, a été représentant dans l'un des congrès de la première administration de Flores.
Sa mère, María Francisca Cortázar y Requena, originaire de Bogota, était la nièce de l'évêque de Cuenca José Ignacio Cortázar, et parente du maréchal José de La Mar y Cortázar, vainqueur à la bataille d'Ayacucho et président du Pérou. Son petit-neveu, Manuel María Borrero, a également exercé la présidence de la République.
Une de ses tantes paternelles a assuré sa scolarité à la maison. À l'âge de sept ans, il est entré au collège-séminaire de Cuenca. À 10 ans, il a suivi des cours de philosophie. À 13 ans, il a étudié le droit civil et canonique, et à 17 ans, il a obtenu son baccalauréat à l'Université de Quito. A 21 ans, il a obtenu un doctorat en droit public dans la même université, où il était condisciple de García Moreno. Après l'obtention de son diplôme, il est retourné à Cuenca et est devenu avocat à la Cour supérieure.
Borrero avait un attrait pour le journalisme d'idées. En 1849, il a commencé à écrire dans "El Cuencano" de fray Vicente Solano. En 1856, il a fondé "La República" avec le slogan "la centralización es la dictadura". Il faisait référence à la centralisation des revenus et défendait une plus grande autonomie des municipalités. Il a critiqué la victoire de la candidature du général Robles. Le journal fut fermé, mais il a paru à nouveau en 1859 pour soutenir la cause du Gouvernement Provisoire. En 1857 et 1858, Borrero siégeait au Congrès. En 1862, il a fondé "El Centinela", "journal consacré à la défense de la Nation et de ses libertés". Il a combattu avec vigueur et toujours en première ligne les excès anticonstitutionnels commis lors de la première administration de Gabriel García Moreno.

## Carrière politique

### Vice-président
En 1863, il a remporté les élections à la vice-présidence de la République. Bien qu'il l'ait remportée avec 15 000 voix, il a aussitôt démissionné car il pensait que sa candidature avait été soutenue par le gouvernement de Gabriel García Moreno, nuisant ainsi à son adversaire Carlos Aguirre Montúfar. García Moreno l'a qualifié de "lucifère le plus arrogant" et de "démagogue". En 1868, depuis "El Constitucional", il a dirigé les libéraux catholiques de Cuenca, en soutenant la candidature présidentielle de Francisco Xavier Aguirre,  et a protesté contre le coup d'État qui a renversé Javier Espinosa. García Moreno a essayé de le rallier en le nommant inspecteur fiscal de l'Azuay et de Loja, mais Borrero n'a pas accepté, tout comme il n'a pas accepté la candidature de l'opposition lors de la campagne présidentielle de 1875, au cours de laquelle Gabriel García Moreno a été réélu.

### Président
Élu président en 1875, destitué, emprisonné et isolé par le général Ignacio de Veintimilla en 1876, il a vécu en exil en Colombie, au Pérou et au Chili jusqu'en 1883. Il a été gouverneur de l'Azuay de 1888 à 1892. Ensuite, il s'est retiré de la vie publique jusqu'à sa mort. Philosophe politique et parfois sévère, membre de l'Académie de la Langue, essayiste en politique et en droit, biographe de fray Vicente Solano, juriste respecté, il a écrit, entre autres œuvres, "Refutación del libro titulado 'García Moreno, presidente del Ecuador, vengador y mártir del derecho cristiano', escrito en francés por el padre redentorista Alberto Berthe ".
Il est décédé le 9 octobre 1911.

## Présidence
Il a été élu au premier tour président de l'Équateur lors des élections présidentielles d'octobre 1875. 
Borrero avait promis de "réfuter García Moreno et de gouverner avec des gants de soie". Il a tenu parole. Il y avait la liberté de la presse, le respect des garanties civiques, l'intégrité et le travail acharné. Il a essayé de maintenir et de perfectionner ce qu'il y avait de positif dans l'administration de García. Il s'est opposé au départ des jésuites allemands de la Polytechnique, mais la volonté de ces scientifiques a prévalu. Il a amélioré la qualité de l'enseignement dans les écoles rurales. Entre autres, il a fermé l'École Polytechnique Nationale en 1876 en raison de la ligne politique de sa direction et des circonstances politiques du moment.
Il a renégocié la dette extérieure, a veillé à l'entretien des routes, en a ouvert de nouvelles et a conclu des traités avec la Colombie sur l'extradition des criminels, les droits d'auteur et le commerce. Sous la présidence de Borrero, un grand débat constitutionnel a eu lieu. Borrero avait promis de réformer la Constitution de 1869 et il avait commencé à le faire. Selon lui, il n'y avait pas d'autre moyen légal que de discuter des réformes au Congrès, quel que soit le temps que cela prenne. Mais les libéraux les plus radicaux ne voyaient pas d'autre solution que de convoquer une Assemblée constituante pour rédiger une nouvelle Constitution.
Le Club "Libertad Rocafuerte-Libertad de Estudios" de Santa Elena, province de Santa Elena, a demandé à Borrero de la convoquer immédiatement. 36 "citoyens" ont signé la pétition, mais la thèse avait le soutien de nombreux autres, dont Montalvo et le journal de Guayaquil "El Popular", violemment antireligieux, dirigé par Mariano Alfaro, frère cadet d'Eloy Alfaro. L'Équateur s'est divisé entre constitutionnalistes et conventionnalistes.
Ce fut un grand débat, à la fois rationnel et passionné. Borrero a écouté les arguments des deux côtés tout au long du premier trimestre de 1876. Il a consulté le Conseil d'État et le 6 avril, il a refusé de convoquer la Convention. Le texte de la réponse du ministre de l'Intérieur était le suivant : "La convocation à ladite Assemblée serait, si elle était émise, illégale et inappropriée. Ni ceux qui y ont un intérêt légitime n'ont eu le droit de la demander, ni le Pouvoir exécutif n'a le pouvoir de la promulguer. Émise par l'Autorité, elle serait arbitraire et despotique ; proclamée par les citoyens, elle serait révolutionnaire et anarchique ; et dans l'un et l'autre cas, invalide et punissable. Je rejette donc le décret demandé...". Avec cette réponse, Borrero s'est mis la corde au cou.
Une minorité, composée principalement de militaires, a fomenté une conspiration à Guayaquil en mai 1876. Le commandant du district militaire de Guayaquil, le colonel Teodoro Gómez de la Torre, a démissionné. En juin, le ministre de l'Intérieur, Manuel Gómez de la Torre, a démissionné à la suite d'une provocation de Montalvo.
Borrero, surmontant une répulsion naturelle, a cédé au conseil de ses conseillers et a remplacé le commandant de Guayaquil par le général Ignacio de Veintimilla, "extrêmement paresseux et grand noctambule", mais très sympathique et sociable. Veintimilla a commencé à conspirer, a informé le président que Guayaquil était agitée et a demandé qu'on lui envoie l'un des meilleurs bataillons de la Sierra - ce qui a été fait - il a exilé le général Secundino Darquea, et tout en faisant ses affaires, il écrivait des lettres de fidélité au président "car le militaire et la femme n'ont que l'honneur et, une fois perdu, ils ne peuvent jamais le récupérer". Veintimilla a été ovationné en tant que Chef Suprême et Capitaine Général des Armées de la République dans le quartier de l'Artillerie où il avait rassemblé d'autres bataillons. C'était le 8 septembre 1876.
Le Conseil municipal de Guayaquil a tenu une session publique lors de laquelle Veintimilla a été nommé chef suprême. Pedro Carbo, absent en Europe, a été nommé ministre général ; José María Noboa, sous-secrétaire de l'Intérieur, et la gouvernance du Guayas a été confiée à José María Caamaño. La Sierra a soutenu Borrero. Juan Montalvo a proposé la démission des deux. Borrero a répondu de manière offensante ; Veintimilla, par l'exil à Panama. Veintimilla aidé par Urvina, a vaincu les troupes constitutionnalistes à Galte, près de Riobamba, le 14 décembre 1876. "À Galte, plus d'un millier de soldats sont morts. Ce fut un bain de sang, le plus grand à ce jour en Équateur. Les mille morts de Galte. Mille et quelques victimes, mille et quelques orphelins et veuves sont les trophées du traître ", écrit Antonio Borrero Vintimilla dans son livre "Filosofía política y pensamiento del presidente Antonio Borrero y Cortázar ". Urbina et Veintimilla sont entrés triomphants à Quito, mais pas à la lumière du jour. Il a été exilé sur ordre du Chef Suprême Ignacio de Veintemilla et a vécu pendant de nombreuses années au Pérou et au Chili. Après la chute de Veintimilla en 1883, il a été autorisé à retourner en Équateur, où il a travaillé comme avocat, journaliste et écrivain jusqu'à sa mort.